# Colossendeis arcuata
Colossendeis arcuata är en havsspindelart som beskrevs av Milne-Edwards, A. 1885. Colossendeis arcuata ingår i släktet Colossendeis och familjen Colossendeidae. Inga underarter finns listade i Catalogue of Life.